# Spender
Spender var en brittisk TV-serie (deckare/kriminalserie) som visades på BBC i flera omgångar mellan 1991 och 1993. Serien sändes i 21 avsnitt på vardera 50 minuter under tre säsonger. Serien skrevs av Ian La Frenais och Jimmy Nail, som även spelade huvudrollen som den, med brittiska mått mätt, ganska hårdkokte polisen Freddie Spender i Newcastle upon Tyne. Serien visades i SVT2 hösten 1993.